# Broken Wings (film)
Pour les articles homonymes, voir Broken Wings.
Pour plus de détails, voir Fiche technique et Distribution.
Broken Wings (כנפיים שבורות, Knafayim Shvurot) est un film israélien réalisé par Nir Bergman, sorti en 2002.

## Synopsis
L'histoire est celle d'une mère et de ses quatre enfants dans la banlieue de  Haifa, et raconte leurs réactions face à la mort accidentelle du père.

## Fiche technique
- Titre : Broken Wings
- Titre original : כנפיים שבורות (Knafayim Shvurot)
- Réalisation : Nir Bergman
- Scénario : Nir Bergman
- Musique : Avi Belleli
- Pays d'origine : Israël
- Genre : drame
- Date de sortie : 2002

## Distribution
- Orly Silbersatz : Dafna Ulman
- Maya Maron : Maya Ulman
- Daniel Magon : Ido Ulman
- Nitai Gvirtz : Yair Ulman
- Eliana Magon : Bahr Ulman
- Vladimir Friedman : Dr. Valentin Goldman
- Dana Ivgy : Iris